# JJ Pegues
Jeremiah J'veon Pegues, detto JJ (Oxford, 25 novembre 2001), è un giocatore di football americano statunitense che milita nel ruolo di defensive tackle per i Las Vegas Raiders della National Football League (NFL). Al college ha giocato per Auburn e Ole Miss.

## Carriera universitaria

### Auburn
Pegues, originario di Oxford in Mississippi, nella locale Oxford High School si mise in evidenza come atleta praticando football e pallacanestro. Valutato come un prospetto medio-alto (quattro stelle su cinque) per il college football, nel 2020 andò a giocare per Auburn con i Tigers impegnati nella Southeastern Conference (SEC) della Divisione I della Football Bowl Subdivision (FBS) della NCAA.
Nel suo primo anno con i Tigers, nel 2020, Pegues giocò nel ruolo di tight end collezionando sette ricezioni per 57 yard in 11 presenze, di cui una da titolare. Nel 2021 Pegues fu spostato in difesa, giocando nel ruolo di defensive tackle. In stagione mise a tabellino 16 tackle, di cui 11 in solitaria, in 13 gare disputate di cui 1 da titolare.
Al termine della stagione Pegues sfruttò la possibilità di trasferirsi in un'altra università.

### Ole Miss
Nel 2022 Pegues tornò vicino casa trasferendosi all'Università del Mississippi con i Rebels anch'essi impegnati nella SEC. In stagione giocò 12 gare con 26 tackle, due passaggi deviati e 3,0 sack oltre a un touchdown su ricezione. Nel 2023 giocò tutte le 13 gare stagionali, di cui 12 come titolare, con 42 tackle, quattro passaggi deviati e 3,5 sack. Si riperè nel 2024 con 10 presenze da titolare su 12 gare disputate con 41 tackle, un passaggio deviato e 3,5 sack a cui aggiunse sette touchdown segnati su corsa.

## Carriera professionistica

### Las Vegas Raiders
Il 26 aprile 2025 Pegues fu selezionato nel 6° giro del Draft NFL 2025, con la 180ª scelta assoluta, dai Las Vegas Raiders. L'8 maggio Pegues firmò il suo contratto da rookie, un accordo quadriennale da 4,47 milioni di dollari totalmente garantiti.